# Kernzone Ommelstal
Das Naturschutzgebiet Kernzone Ommelstal befindet sich auf dem Gebiet der Städte Bergheim und Pulheim im Rhein-Erft-Kreis, Nordrhein-Westfalen. Es besteht seit 2017 und umfasst eine Fläche von 14,34 ha.

## Lage und Beschreibung
Das Ommelstal liegt nordöstlich des Bergheimer Stadtteils Fliesteden inmitten einer offenen, landwirtschaftlich genutzten Fläche zwischen der Ortslage und der Bundesstraße 59. Es wurde vom Fliestedener Bach geformt und ist von Waldflächen, Gehölzen, Wasserflächen sowie feuchten und wechselfeuchten Standorten geprägt. Ziel der Unterschutzstellung ist der Erhalt der ökologisch wertvollen Biotopstrukturen und die Entwicklung insbesondere der Gewässer zu einem naturnahen Lebensraum.
Im Bereich des Naturschutzgebietes befindet sich auch der Jüdische Friedhof Fliesteden.

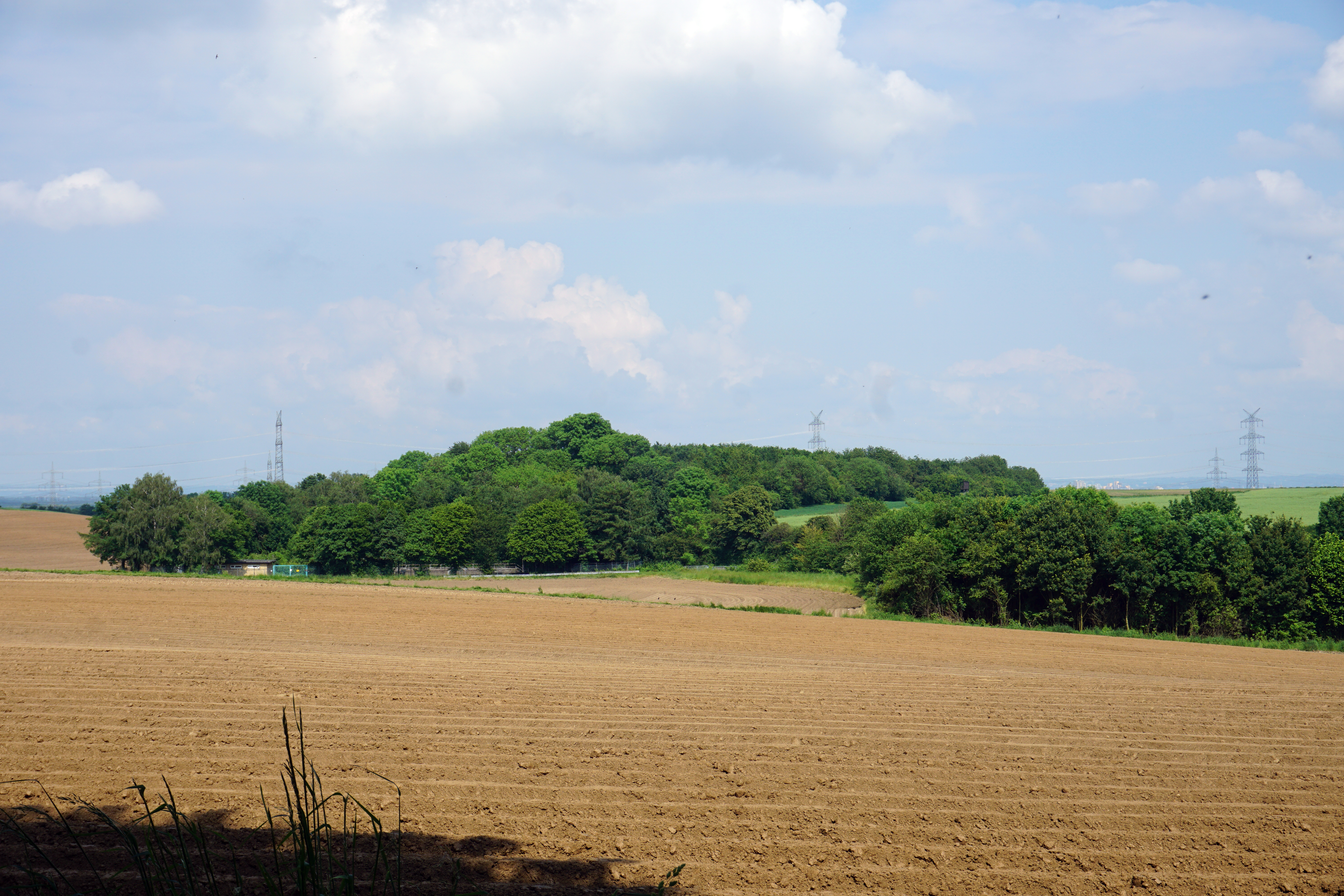
Blick von Bergheim-Fliesteden auf das Naturschutzgebiet
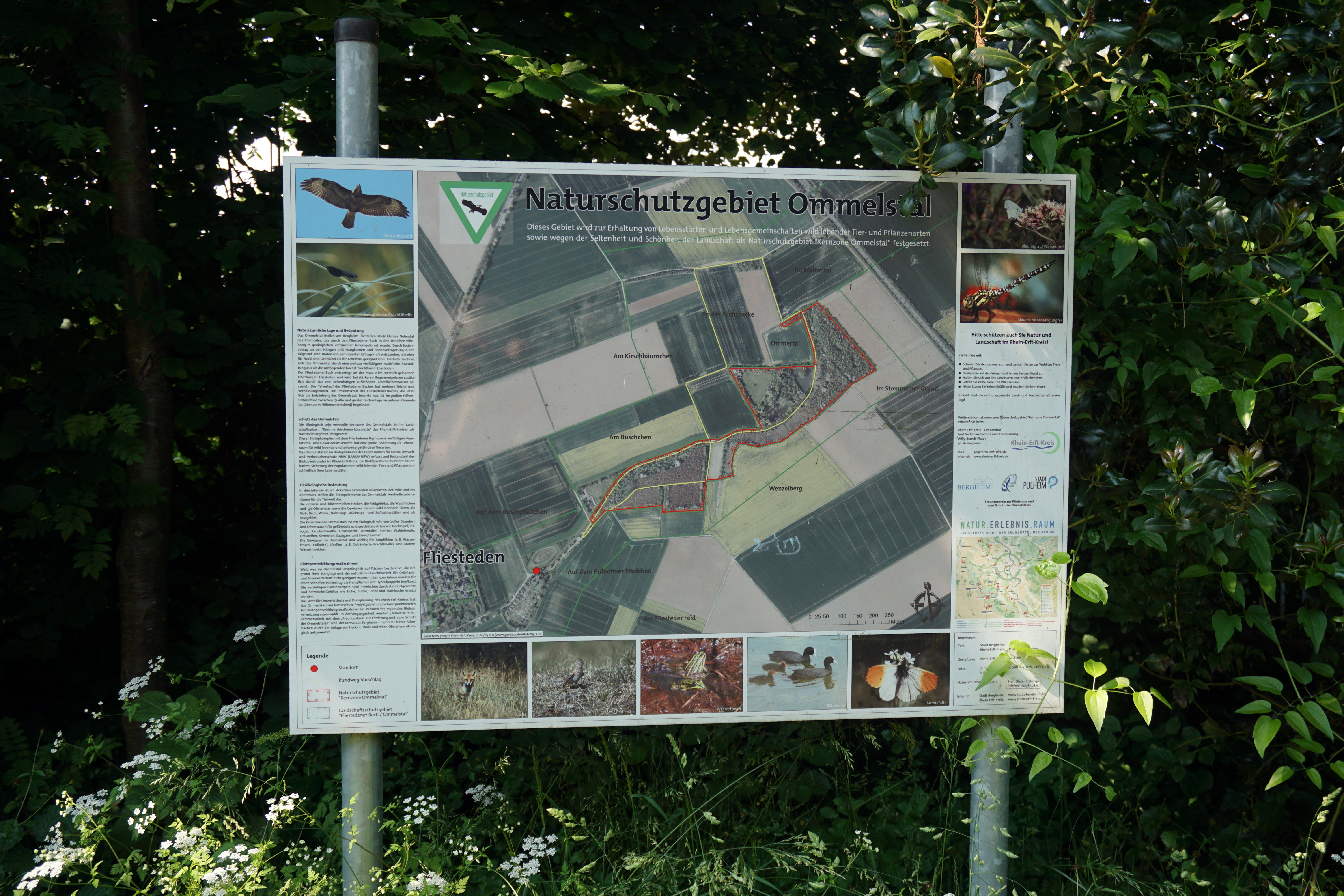
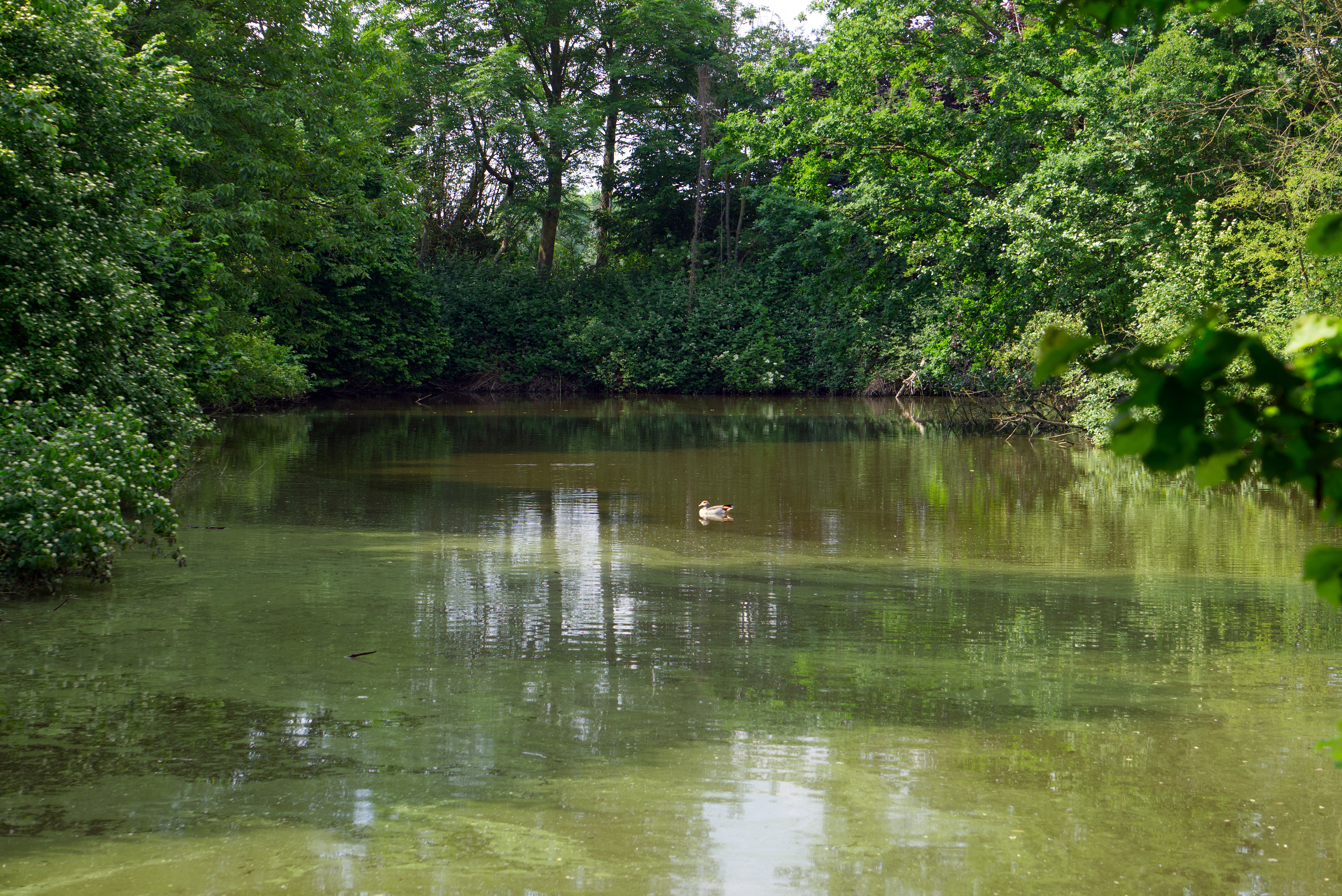
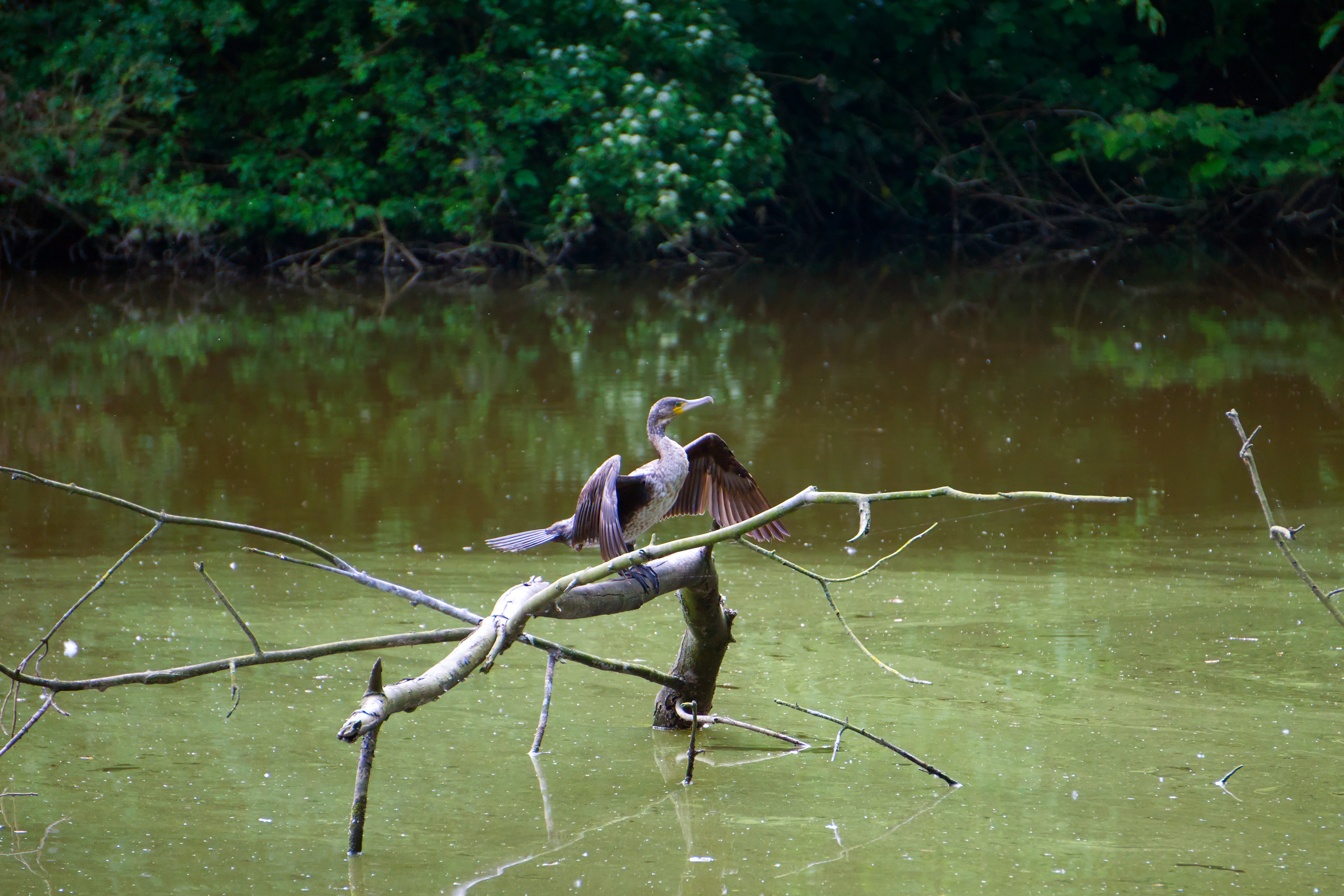
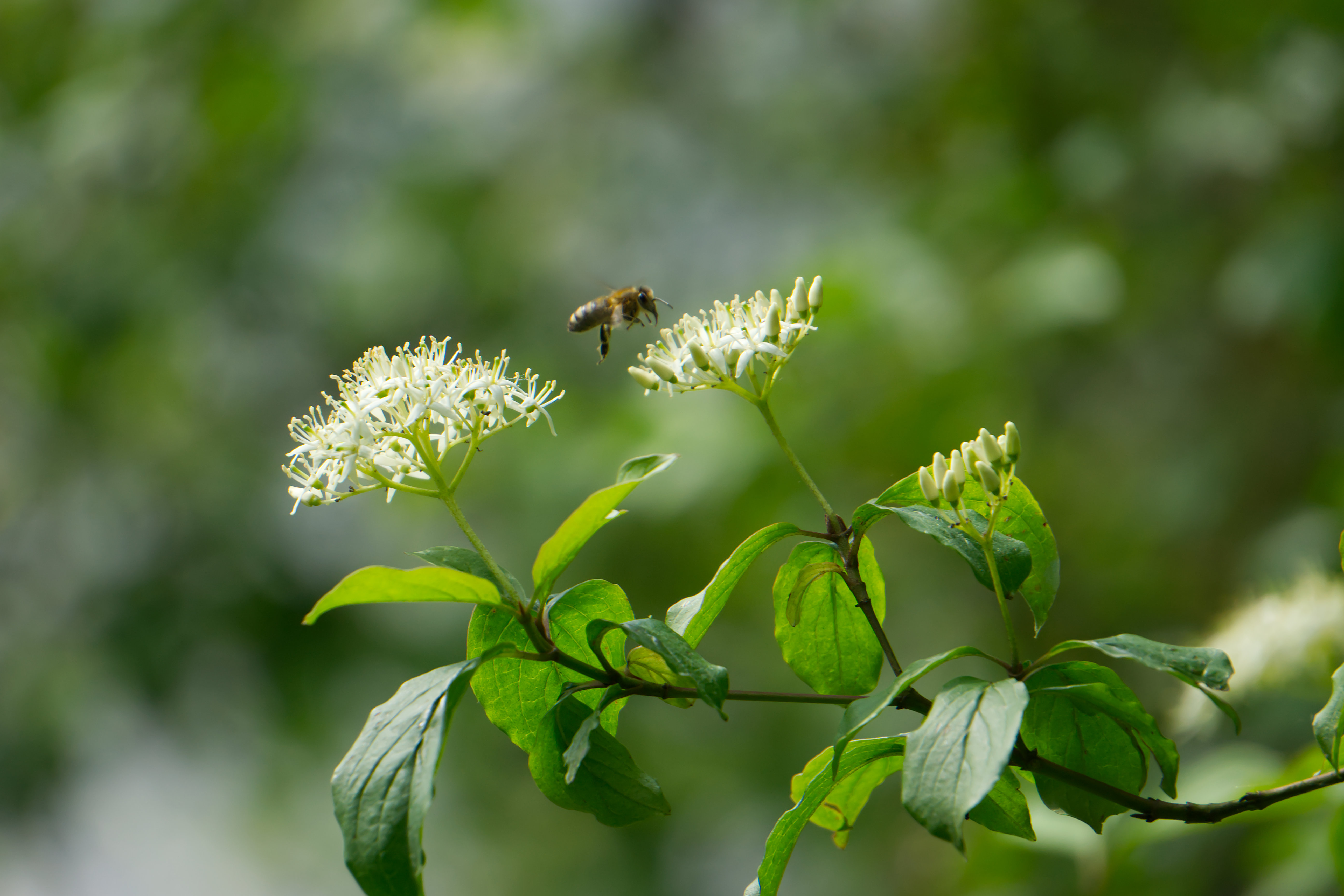